# Artur Ullrich
Artur Ullrich (n. 10 octombrie 1957, Arhanghelsk, RSFS Rusă, URSS) este un fotbalist ce a reprezentat Republica Democrată Germană, medaliat olimpic. A participat la o ediție a Jocurilor Olimpice (1980) în care a câștigat o medalie de argint.

## Participări
Lista de mai jos prezintă principalele competiții la care a participat Artur Ullrich de-a lungul carierei.
- Futbol na letnih Olimpiiskih igrah 1980[*]